# Suore della Compagnia di Maria
Le Suore della Compagnia di Maria sono un istituto religioso femminile di diritto pontificio: i membri di questa congregazione pospongono al loro nome la sigla S.C.M.

## Storia
L'istituto fu fondato il 9 ottobre 1841 a Verona dal sacerdote italiano Antonio Provolo (1801-1842).
L'erezione canonica dell'istituto in congregazione di diritto diocesano ebbe luogo il 6 gennaio 1921; le costituzioni della comunità ricevettero l'approvazione ecclesiastica il 12 novembre 1929.

## Attività e diffusione
Le religiose della congregazione si dedicano all'istruzione e all'educazione delle sordomute; gestiscono scuole elementari e medie e centri professionali.
Oltre che in Italia, le suore sono presenti in Argentina e Paraguay. La sede generalizia è in via Antonio Provolo a Verona.
Alla fine del 2015 l'istituto contava 73 religiose in 12 case.